# Stadio Vorskla
Lo stadio Vorskla (in ucraino Стадіон Ворскла?) è un impianto polivalente situato a Poltava. Ospita le gare casalinghe del Vorskla. 

## Storia
Costruito nel 1951 e intitolato a Aleksej Dmitrievič Butovskij, l'impianto nel corso degli anni ha subito diversi interventi di ristrutturazione. Ha ospitato, nel 2009, l'incontro di Supercoppa d'Ucraina tra la Dinamo Kiev e lo Šachtar, vinto ai rigori da questi ultimi. L'impianto ha una capienza di 24 795 spettatori ed è dotato di una pista di atletica.